# Feindliches Grün
Als feindliches Grün wird in Deutschland der Defekt einer Lichtzeichenanlage bezeichnet, bei dem für mehrere miteinander in Konflikt stehende Fahrbeziehungen die Farbe Grün (oder auch Gelb) aufleuchtet. Ein weiterer Fall von „feindlichem Grün“ liegt vor, wenn lediglich auf der untergeordneten Straße das Lichtzeichen Grün leuchtet, während auf der bevorrechtigten Straße die Ampelanlage ausgeschaltet ist.
Unfälle durch „feindliches Grün“ stellen für die beteiligten Verkehrsteilnehmer ein unabwendbares Ereignis dar, wenn sich die jeweils anderen Verkehrsströme erst zeigen, wenn nicht mehr gehandelt werden kann. Im Falle eines Unfalls bei „feindlichem Grün“ haftet der (staatliche) Betreiber nach Maßgabe des staatshaftungsrechtlichen Rechtsinstituts des enteignungsgleichen Eingriffs; es wird kein voller Schadensersatz i. S. d. § 249 BGB, sondern lediglich eine „angemessene Entschädigung“ geschuldet. Der Nachweis von „feindlichem Grün“ ist jedoch aufgrund der großen Unwahrscheinlichkeit einer solchen Fehlfunktion sehr schwierig, es sei denn, einer der Unfallbeteiligten verfügt über eine Dashcam.
Lichtzeichenanlagen sind zur Verhinderung von feindlichem Grün mit elektronischen Lampenstromüberwachungsschaltungen versehen.
In Deutschland muss nach DIN VDE 0832 eine Lichtzeichenanlage innerhalb von 300 ms nach Erscheinen feindlichen Grüns in den Zustand „Gelb Blinken Nebenrichtung“ (entspricht dem Aus-Zustand) geschaltet werden.